# Choreography
Choreography è un album in studio della musicista thailandese naturalizzata britannica Vanessa-Mae, pubblicato nel 2004.

## Tracce
1. Sabre Dance (Aram Khachaturian) – 6:01
2. Roxane's Veil (Vangelis) – 4:42
3. Bolero for Violin and Orchestra (Walter Taieb) – 5:06
4. Tango de los Exilados (Walter Taieb) – 3:55
5. The Havana Slide (Jon Cohen) – 3:45
6. Emerald Tiger (Bill Whelan) – 3:50
7. Tribal Gathering (Walter Taieb & Vanessa-Mae) – 3:37
8. Raga's Dance (A.R. Rahman) – 5:26
9. Moroccan Roll (Jon Cohen, Kad Achouri & Vanessa-Mae) – 3:08
10. Handel's Minuet (George Friederic Handel) – 3:50